# Comuna Krîzke, Markivka
Krîzke (în ucraineană Кризьке) este o comună în raionul Markivka, regiunea Luhansk, Ucraina, formată din satele Krîzke (reședința) și Sîcivka.

## Demografie
Componența lingvistică a comunei Krîzke
     Ucraineană (95,32%)
     Rusă (4,59%)
Conform recensământului din 2001, majoritatea populației comunei Krîzke era vorbitoare de ucraineană (95,32%), existând în minoritate și vorbitori de rusă (4,59%).